# 弥栄村 (島根県)
弥栄村（やさかむら）は、かつて島根県の西部にあった村。那賀郡に属した。
2005年10月1日に浜田市・旭町・金城町・三隅町と合併して新市制による浜田市となり、消滅した。

## 地理
島根県の西部の山間部に位置した。
- 河川：三隅川、周布川

## 歴史
- 1956年（昭和31年）8月1日 - 安城村・杵束村が合併して発足。
- 2005年（平成17年）10月1日 - 浜田市・金城町・旭町・三隅町と合併し、改めて浜田市が発足。同日弥栄村廃止。

## 教育
- 中学校
  - 弥栄村立弥栄中学校
- 小学校
  - 弥栄村立弥栄小学校

## 名所・観光スポット
- 長安八幡宮